# Міддендорф Олександр Федорович
Олександр Федорович Міддендорф (нім. Alexander Theodor von Middendorff; 6 (18) серпня 1815 — 16 (28) січня 1894) — мандрівник, зоолог, ботанік, географ і натураліст, академік Петербурзької академії наук, таємний радник.
Ад'юнкт кафедри зоології Київського університету у 1839—1842 роках.